# Пилтон
Пилтон (англ. Pilton) — деревня, расположенная в английском графстве Сомерсет, в 10 км к востоку от города Гластонбери. Население деревни в настоящее время составляет 998 человек.

## История
Пилтон сейчас находится почти в 30 км от моря, однако расположен на краю Сомерсетских уровней, области, которая ныне осушена, но когда-то была мелким приливным озером. Согласно легенде, в 1 веке н.э именно здесь Иосиф Аримафейский высадился на территории Британии.

## Местное самоуправление
Приходской совет деревни отвечает за местные вопросы, в том числе устанавливает ежегодную норму для покрытия операционных расходов совета и готовит ежегодные отчеты для общественного контроля. Приходской совет также оценивает заявки на местное планирование и работает с местной полицией, сотрудниками окружного совета и группами наблюдения за соседями по вопросам преступности, безопасности и дорожного движения.
Роль приходского совета также включает в себя инициирование проектов по техническому обслуживанию и ремонту приходских объектов, а также консультации с районным советом по вопросам технического обслуживания, ремонта и улучшения автомобильных дорог, дренажа, пешеходных дорожек, общественного транспорта и уборки улиц. Вопросы сохранения (включая деревья и здания, внесенные в список) и экологические вопросы также входят в компетенцию совета.
Деревня входит в состав Неметропольного округа Мендип, который был образован 1 апреля 1974 года в соответствии с Законом о местном самоуправлении 1972 года, ранее входившего в состав сельского округа Шептон-Маллет, который отвечает за местное планирование и контроль за строительством, местные дороги, муниципальное жилье, охрану окружающей среды, рынки и ярмарки, сбор и переработку отходов, кладбища и крематории, развлекательные услуги, парки и туризм.
Совет графства Сомерсет отвечает в деревне за управление крупнейшими и наиболее дорогостоящими местными службами, такими как образование, соцслужбы, библиотеки, основные дороги, общественный транспорт, полицейские и пожарные службы, стандарты торговли, утилизацию отходов и стратегическое планирование.
Пилтон также является частью избирательного округа Уэллс, представленного в Палате общин парламента Соединенного Королевства. От поселка избирается один член парламента.

## Культурные мероприятия
Начиная с 1970 года, в деревне под открытым небом проводится музыкальный фестиваль Гластонбери.